# First Wave
First Wave est une série télévisée canadienne en 66 épisodes de 52 minutes, créée par Chris Brancato et diffusée entre le 9 septembre 1998 et le 28 février 2001 sur Sci Fi Channel aux États-Unis et sur Space au Canada.
En France, la série a été diffusée entre le 5 novembre 1999 et le 28 mars 2001 sur 13e rue.

## Synopsis
Cade Foster découvre que des extraterrestres vivent sur Terre sous la forme de clones humains dans le but d'asservir l'humanité.
Ces extraterrestres tuent son épouse et font croire qu'il est le meurtrier. Pourchassé par la police et une agence gouvernementale, Cade Foster découvre dans les prédictions de Nostradamus que trois vagues d'attaques conduiront à la destruction de l'humanité. La première, l'arrivée des extraterrestres sur Terre, a déjà eu lieu. Mais la prophétie parle d'un homme capable de les arrêter. Cade Foster est-il cet homme ?

## Accroche
« En 1564, Nostradamus a prédit la destruction de la Terre en trois vagues terrifiantes. La première vague est là. Je m'appelle Cade Foster. Je tiens un journal de bord. Ils ont tué ma femme, et m'ont fait accuser du meurtre. Maintenant, je fuis, mais je ne me cache pas. Les prophéties de Nostradamus me servent de guide. Je cherche qui ils sont, je les pourchasse. J'arrêterai la première vague... »

## Distribution
- Sebastian Spence (V. F. : Thierry Wermuth) : Cade Foster
- Rob LaBelle (sv) (V. F. : Pierre Laurent) : Eddie Nambulous
- Roger R. Cross (V. F. : Saïd Amadis) : Joshua
- Traci Lords (V. F. : Ariane Deviègue) : Jordan Radcliffe (2000-2001)

## Épisodes

### Première saison (1998-1999)
1. Sujet 117 (Subject 117)
2. Eddie le fou (Crazy Eddie)
3. Mata Hari (Mata Hari)
4. Hypnose (Hypnotic)
5. L’Élixir (Elixir)
6. Le Langage secret (Speaking in Tongues)
7. Mutation aquatique (Lungfish)
8. Le Livre des ombres (Book of Shadows)
9. Joshua (Joshua)
10. Borne 262 (Marker 262)
11. Motel California (Motel California)
12. L’Appel du cœur (Breeding Ground)
13. L’Agave bleue (Blue Agave)
14. L’Impasse (Cul-De-Sac)
15. Le Trou (The Box)
16. Les Indésirables (Undesirables)
17. La Deuxième Vague (Second Wave)
18. Témoin aveugle (Blind Witness)
19. Déluge (Deluge)
20. Mélodie (Melody)
21. Le Futur (The Aftertime)
22. La Décision (The Decision)

### Deuxième saison (1999-2000)
1. Le Soleil levant (Target 117)
2. Le Chasseur d’étoiles (Deepthroat)
3. Les Apôtres (The Apostles)
4. Suspérience (Susperience)
5. Le Passage (The Channel)
6. Le Drapeau rouge (Red Flag)
7. Une prière pour l’homme blanc (Prayer for the White Man)
8. La Purge (The Purge)
9. Les Âmes égarées (Lost Souls)
10. Le Sixième Sens (The Heist)
11. La Reine des abeilles (Ohio Players)
12. Entre paradis et enfer (Night Falls)
13. Une ville appelée Normal (Normal, Illinois)
14. Tout sur Eddie (All About Eddie)
15. Playland (Playland)
16. La Récolte (The Harvest)
17. Le Rubicon (Rubicon)
18. Les Gladiateurs (Gladiator)
19. Le Procès de Joshua (Trial of Joshua Bridges)
20. Sammy (Underworld)
21. Futur annoncé (Tomorrow)
22. Les Fidèles (The Believers)

### Troisième saison (2000-2001)
1. Mabus (Mabus)
2. La Nuit du corbeau (Raven Nation)
3. Le Souffle du diable (Comes a Horseman)
4. Le Goulag (Gulag)
5. Le Vaisseau (The Flight of Francis Jeffries)
6. L'Antre de la bête (Still at Large)
7. Le Projet lumière noire (Asylum)
8. Les Yeux du Gua (Eyes of the Gua)
9. Les Observateurs du ciel (Skywatchers)
10. Le Complot (The Plan)
11. L'Enfant du mercredi (Wednesday’s Child)
12. Le Marteau de Thor (Unearthed)
13. Les Démons cachés (Shadowland)
14. L'Héritage (Legacy)
15. L'Avantage (The Edge)
16. L'habit ne fait pas le moine (The Vessel)
17. Les Caméléons (Requiem)
18. Échec et mat (Checkmate)
19. La Boîte noire (Black Box)
20. La Chasse aux démons (Beneath the Black Sky)
21. Neuf ans plus tard (Terminal City)
22. L'Homme deux fois béni (Twice Bless’d)

## Commentaires
Cette série est produite par Francis Ford Coppola.